# Borgsjön, Lappland
Borgsjön är en sjö i Åsele kommun i Lappland och ingår i Gideälvens huvudavrinningsområde. Sjön har en area på 1,22 kvadratkilometer och ligger 308,1 meter över havet. På sjöns östra sida ligger byn Borgsjö.

## Delavrinningsområde
Borgsjön ingår i det delavrinningsområde (712220-159744) som SMHI kallar för Utloppet av Borgsjön. Medelhöjden är 375 meter över havet och ytan är 14,18 kvadratkilometer. Räknas de 60 avrinningsområdena uppströms in blir den ackumulerade arean 812,98 kvadratkilometer. Avrinningsområdets utflöde Gideälven mynnar i havet. Avrinningsområdet består mestadels av skog (72 procent). Avrinningsområdet har 1,28 kvadratkilometer vattenytor vilket ger det en sjöprocent på 9 procent.